# 하야시다 고야
하야시다 고야(일본어: 林田 滉也, 1999년 7월 14일~)는 일본의 축구 선수이다.

## 구단 경력
그는 2022년 J2리그의 방포레 고후에 입단했다.